# 6. Armee (Wehrmacht)
Die 6. Armee/Armeeoberkommando 6 (AOK 6) war eine Kommandobehörde der Wehrmacht während des Zweiten Weltkrieges.
Sie führte als Oberkommando jeweils wechselnde Armeekorps und ordnete auf Armeeebene zugeteilte Spezialtruppen, zum Beispiel Heeresartillerie, für spezielle Aufgaben zu. Die 6. Armee wurde besonders durch die Schlacht von Stalingrad bekannt.
Einheiten der 6. Armee wurden während des Angriffskrieges gegen die Sowjetunion bei Verbrechen der Einsatzgruppen der Sicherheitspolizei und des SD unterstützend eingesetzt, u. a. beim Massaker von Babyn Jar.

## Geschichte
Die 6. Armee wurde am 10. Oktober 1939 durch die Umbenennung des bisherigen Armeeoberkommando 10 aufgestellt. Die 10. Armee war zuvor beim Angriffskrieg gegen Polen eingesetzt. Für die Verlegung in den Westen wurde eine neue Organisationsstruktur gebildet und die neue Kommandobehörde unterstand nun ab Oktober der Heeresgruppe B. Im Laufe des Krieges veränderten sich die Unterstellungsverhältnisse permanent je nach Situation und Aufgabenstellung.
Im Rahmen der Heeresgruppe war die Armee bis zum Angriff der Wehrmacht im Westen am 10. Mai 1940 mit der Sicherung und Angriffsvorbereitung im Raum Kleve beauftragt. Hierzu waren zunächst im Oktober das XXIII. (23.) Armee-Korps und das VI. (6.) Armee-Korps zugeteilt. Als Reservekorps zur besonderen Verfügung war das III. (3.) Armee-Korps zugeteilt.
Durch die Neuaufstellungen und Kriegsvorbereitungen im Westen, wurde der Armee in den folgenden Monaten weitere Korps zugeteilt und teilweise Korps an andere Armeen abgegeben.
Am Vorabend des Angriffs auf die Benelux-Staaten und Frankreich waren der Armee das XXVII. (27.) , das IV. (4.), das IX. (9.) und als Reserve das I. (1.) Armee-Korps zugeteilt.

### Westfeldzug
Bei Beginn des sogenannten Westfeldzuges, gingen die Verbände der 6. Armee überfallartig gegen die Streitkräfte der neutralen Niederlande und im Norden Belgiens vor, da die Armee einen Flügel der Heeresgruppe B bildete. Diese ersten Operationen des Angriffs im Westen wurden als Fall Gelb bezeichnet. Zur ersten Phase die in zeitgenössischen Dokumenten der Armee als „Durchbruch zum Ärmelkanal“ bezeichnet wird, gehören die Durchbruchskämpfe der Grenzbefestigungen und die Einnahme wichtiger Städte in den Benelux-Staaten und Nordfrankreich im Zeitraum vom 10. bis zum 19. Mai 1940.
Der zweite Teil der Kämpfe im Westen, der als Fall Rot bekannt ist, wird in den zeitgenössischen Dokumenten als „Schlacht in Flandern und im Artois“ bezeichnet und umfasst die Kampfhandlungen im Zeitraum vom 20. Mai bis zum 30. Mai.
Die dritte Phase der Operationsgeschichte betrifft den Zeitraum zwischen dem 5. und dem 19. Juni 1940. Die Armee ging über die Somme und Oise weiter auf Paris vor und besetzte Orléans.
Nach dem Waffenstillstand von Compiègne verbleibt die Armee im Juli mit Unterstellung bei der Heeresgruppe A in Frankreich. In diese Zeit fällt die Sicherung der Demarkationslinie zwischen dem 26. Juni und dem 2. Juli. Dann übernimmt die Armee ab dem 3. Juli bis Mitte April 1941 die Sicherung der Atlantikküste im Raum Normandie.
Von September bis Oktober 1940 wird die Armee der Heeresgruppe C unterstellt. Und von November an wird die Kommandobehörde der Heeresgruppe D unterstellt.
Die 6. Armee wurde in zeitgenössischen Dokumenten nach dem Westfeldzug „Bezwingerin der Hauptstädte“ genannt.
In Vorbereitung auf den Angriff auf die Sowjetunion wird die 6. Armee im Mai 1941 zur Heeresgruppe A an die deutsch-sowjetische Grenze verlegt.

### 1941 bis 1942
Ab Beginn des Unternehmens Barbarossa unterstand die 6. Armee der Heeresgruppe Süd. Zusammen mit der Panzergruppe 1 rückte sie durch Wolhynien nach Osten vor, dabei wurden starke sowjetische Gegenangriffe in der Panzerschlacht bei Dubno-Luzk-Riwne zurückgewiesen.
Gliederung am 27. Juni 1941
- XVII. Armeekorps (General der Infanterie Kienitz) mit 56., 62. und 298. Infanterie- sowie 213. Sicherungs-Division
- XXIX. Armeekorps (General der Infanterie von Obstfelder) mit 44., 99. und 299. Infanterie-Division
- LV. Armeekorps (General der Infanterie Vierow) mit 75., 111. und 168. Infanterie-Division
- XXXXIV. Armeekorps (General der Infanterie Koch) mit 9., 57., 297. und 262. Infanterie-Division[6]

Die 6. Armee war im September 1941 an der Schlacht um Kiew und im Mai 1942 an der Schlacht bei Charkow beteiligt. Dann operierte sie beim Fall Blau aus der Ukraine heraus in Richtung Don, der Anfang Juli 1942 überschritten wurde. In der Folge kämpfte sich die Armee nach der Kesselschlacht bei Kalatsch über den Don bis zur Wolga nach Stalingrad vor.

### Schlacht von Stalingrad
Ende August 1942 begann die 6. Armee den Angriff auf Stalingrad und brachte, trotz hartnäckigen Widerstands der sowjetischen 62. Armee, große Teile der Stadt unter ihre Kontrolle. In den darauf folgenden monatelangen Straßen- und Häuserkämpfen gelang es der Wehrmacht nicht, das restliche Stadtgebiet zu erobern.
Von einigen deutschen Frontoffizieren zwar vorhergesehen, kam die im November 1942 beginnende Großoffensive Operation Uranus der Roten Armee für das OKH dennoch überraschend, da man die sowjetische Truppenkonzentration völlig unterschätzt und die daraus resultierende Bedrohung verkannt hatte. Ihr Resultat war der Einschluss der 6. Armee und weiterer deutscher und verbündeter Truppen, insgesamt fast 300.000 Mann, im Kessel von Stalingrad. Nach den Kriegstagebüchern der 6. Armee und Tagesmeldungen der Armeekorps befand sich am Stichtag 18. Dezember 1942 eine Verpflegungsstärke von 230.300 Deutschen und Verbündeten im Kessel, darunter 13.000 Rumänen. Außerdem weisen die Meldungen 19.300 sowjetische Gefangene oder sowjetische Hilfswillige aus.
Gliederung am 20. November 1942
- LI. Armeekorps mit 71., 79., 295., 305. und 389. Infanterie-Division, kroat. Reg. 369, 100. Jäger-Division
- XIV. Panzerkorps mit 94. Infanterie-, 14. und 24. Panzer-Division, 3. und 60. Infanterie-Division (mot.)
- VIII. Armeekorps mit 76. und 113. Infanterie-Division
- XI. Armeekorps mit 44., 376. und 384. Infanterie-Division
- IV. Armeekorps mit 297. und 371. Infanterie-Division, sowie rumänische 20. Division[7]

Zwischen dem 31. Januar und dem 2. Februar 1943 stellte die 6. Armee den Kampf ein. Etwa 100.000 Soldaten der 6. Armee waren bis zum Ende der Kesselschlacht gefallen. Bis zum 24. Januar 1943 wurden 42.000 deutsche Verwundete, Kranke und Spezialisten ausgeflogen. 16.800 Wehrmachtsoldaten wurden nach sowjetischen Meldungen vom 10. bis 29. Januar 1943 gefangen genommen. Bei der Zerschlagung des Kessels in den letzten Januar- und ersten Februartagen ergaben sich weitere 91.000 Soldaten und gingen in sowjetische Kriegsgefangenschaft; sie wurden auf Auffanglager rund um Stalingrad verteilt. Die Rote Armee war anfangs mit der Versorgung und Betreuung der Kriegsgefangenen völlig überfordert, da man bei der Schließung des Kessels um die 6. Armee lediglich von rund 90.000 Mann Gesamttruppenstärke ausgegangen war. Durch die unzulängliche Ernährung im Kessel waren die deutschen „Kampfverbände“ körperlich dermaßen geschwächt, dass von den rund 90.000 bei der Kapitulation in Gefangenschaft geratenen Kriegsgefangenen nur noch etwa 33.000 in Arbeitslager verbracht werden konnten. Die Mehrzahl war bereits nach wenigen Tagen in den Auffanglagern gestorben, viele aus Schwäche, aber auch an Verwundungen und Seuchen. Die Fahrt der gewöhnlichen Soldaten in die Arbeitslager (zum Wiederaufbau der Sowjetunion) erfolgte in ungeheizten Bahnwaggons. Verpflegung gab es nur jeden dritten Tag, sodass auch hier die Sterberate noch hoch war. Nur 18.000 Gefangene, Mannschaften und Unteroffiziere – gefangene Offiziere kamen in besondere Lager – sollen nach Angaben die Arbeitslager erreicht haben. Nur 6000 Soldaten und Offiziere der 6. Armee überlebten die Jahre der Gefangenschaft und kehrten in die Heimat zurück.
Am 3. Februar 1943 flog Leutnant Herbert Kuntz als letzter Versorgungsflieger über Stalingrad und konnte keine deutschen Truppen mehr beobachten. Dieses Datum gilt als das Ende der 6. Armee. Allerdings orteten Piloten der deutschen Luftwaffe in der Steppe um Stalingrad noch bis Mitte Februar 1943 Kleinsttrupps von bis zu fünf Mann, die versuchten, zu den deutschen Linien zu gelangen.
Nach neueren Berichten kämpften noch bis Ende Februar 1943 rund 10.000 deutsche Soldaten, versteckt im Untergrund, in der völlig zerstörten Stadt. Einige hatten, nach der Spaltung des Kessels gegen Ende Januar 1943, nicht von der erfolgten Kapitulation gehört, andere fühlten sich noch immer an den geleisteten Fahneneid gebunden.

### Nach der Neuaufstellung 1943
Am 6. März 1943 wurde die 6. Armee aus der in Südrussland kämpfenden Armeeabteilung Hollidt bei der neuen Heeresgruppe Süd neu aufgestellt. Sie hielt zunächst Linien am Mius und musste sich im Herbst 1943 aus dem Donezbecken an den Dnepr zurückziehen.
Gliederung am 4. Oktober 1943
- IV. Armeekorps mit 3. Gebirgs-., 302., 258. Infanterie-Division, sowie 101. Jäger- und 17. Panzer-Division
- XXIX. Armeekorps mit 9., 17. und 79. Infanterie-, sowie 5. und 15. Luftwaffen-Felddivision und 13. Panzer-Division
- XXXXIV. Armeekorps mit rumänischer 24. Infanterie- und 4. Gebirgs-Division, sowie deutsche 11. und 336. Infanterie-Division

Hier hielt sie bis Anfang 1944 einen Brückenkopf bei Nikopol, den sie im Februar 1944 räumen musste. Sie zog sich hinter den Ingulez und später hinter den Bug in das rumänische Besatzungsgebiet Transnistrien zurück, wo im April aus der Heeresgruppe Süd und der rumänischen 3. Armee die Armeegruppe Dumitrescu gebildet wurde. Nach weiteren sowjetischen Angriffen folgte der Rückzug hinter den Dnister. Im August 1944 erlitt der Verband als Teil der Heeresgruppe Südukraine bei der sowjetischen Operation Jassy-Kischinew schwere Verluste.
Gliederung am 20. August 1944
- VII. Armeekorps mit 106. und 370. Infanterie-Division, sowie rumänische 14. Infanterie-Division
- XXXXIV. Armeekorps mit der 62., 258., 282. und 335. Infanterie-Division.
- LII. Armeekorps mit 161., 294. und 320. Infanterie-Division
- XXX. Armeekorps mit der 384., 302., 257., 15. und 306. Infanterie-Division

Aus den Resten der Truppe in Siebenbürgen abermals aufgestellt, bezeichnete man sie im September 1944 durch Unterstellung der ungarischen 2. Armee als Armeegruppe Fretter-Pico und von Januar bis März 1945 durch Unterstellung der ungarischen 3. Armee als Armeegruppe Balck. Der letzte Oberbefehlshaber, General der Panzertruppe Hermann Balck, kapitulierte im Mai 1945 in der Steiermark gegenüber den Amerikanern.

## Kriegsverbrechen und Propaganda
Die 6. Armee war neben ihrer Hauptrolle als Kampfverband auch in die Eroberungs- und Vernichtungspolitik des nationalsozialistischen Regimes in der Sowjetunion einbezogen und somit an der Vollstreckung dieser Politik beteiligt. Ihre Niederlage in der Schlacht von Stalingrad wurde von der nationalsozialistischen Propaganda zum Mythos eines heldenhaften Opfergangs erhoben. In der deutschen Nachkriegsliteratur wurde sie zu einer von ihrer Führung gewissenlos „verratenen Armee“.
„Bereits im August 1941 machte sich die 6. Armee wissentlich zum Komplizen des Genozids“, schreiben Bernd Boll und Hans Safrian, die die Blutspur der 6. Armee bis Stalingrad verfolgt haben. In der Zeit von 1941 bis 1943 arbeiteten Oberkommando und Einheiten der 6. Armee mit SS-Einsatzgruppen beim Massenmord an den Juden, bei der Partisanenbekämpfung und bei der Aushungerung der Zivilbevölkerung zusammen.
Offiziere des XXIX. Armeekorps waren an der Planung des Massakers von Babyn Jar beteiligt, bei dem im September 1941 innerhalb von zwei Tagen über 33.000 Juden ermordet wurden. In Charkow bereitete das SS-Sonderkommando Sk 4a im Einvernehmen mit dem Generalstab und der Feldkommandantur eine „Judenaktion“ vor: im Dezember wurden mehr als 20.000 jüdische Männer, Frauen und Kinder aus Charkow in ein Barackenlager außerhalb der Stadt „evakuiert“ und anschließend von der SS erschossen oder in einem Gaswagen erstickt. „Lange vor ihrem Angriff auf Stalingrad hatte die 6. Armee sich in eine genozidale Organisation verwandelt, zu deren Aufgabe die massenhafte Ermordung von Zivilisten gehörte“, stellt Erich Später zusammenfassend fest.

## Oberbefehlshaber
- Generalfeldmarschall Walter von Reichenau: 10. Oktober 1939 bis 1. Januar 1942
- Generalfeldmarschall Friedrich Paulus: 1. Januar 1942 bis 31. Januar 1943

(Kapitulation – Neuaufstellung)
- Generaloberst Karl-Adolf Hollidt: 6. März bis 22. November 1943
- General der Artillerie Maximilian de Angelis: 22. November bis 19. Dezember 1943
- Generaloberst Karl-Adolf Hollidt: 19. Dezember 1943 bis 25. März 1944
- General der Panzertruppe Sigfrid Henrici: 25. März bis 8. April 1944
- General der Artillerie Maximilian de Angelis: 8. April bis 17. Juli 1944
- General der Artillerie Maximilian Fretter-Pico: 17. Juli bis 23. Dezember 1944
- General der Panzertruppe Hermann Balck: 23. Dezember 1944 bis 8. Mai 1945

## Gedenken in Deutschland

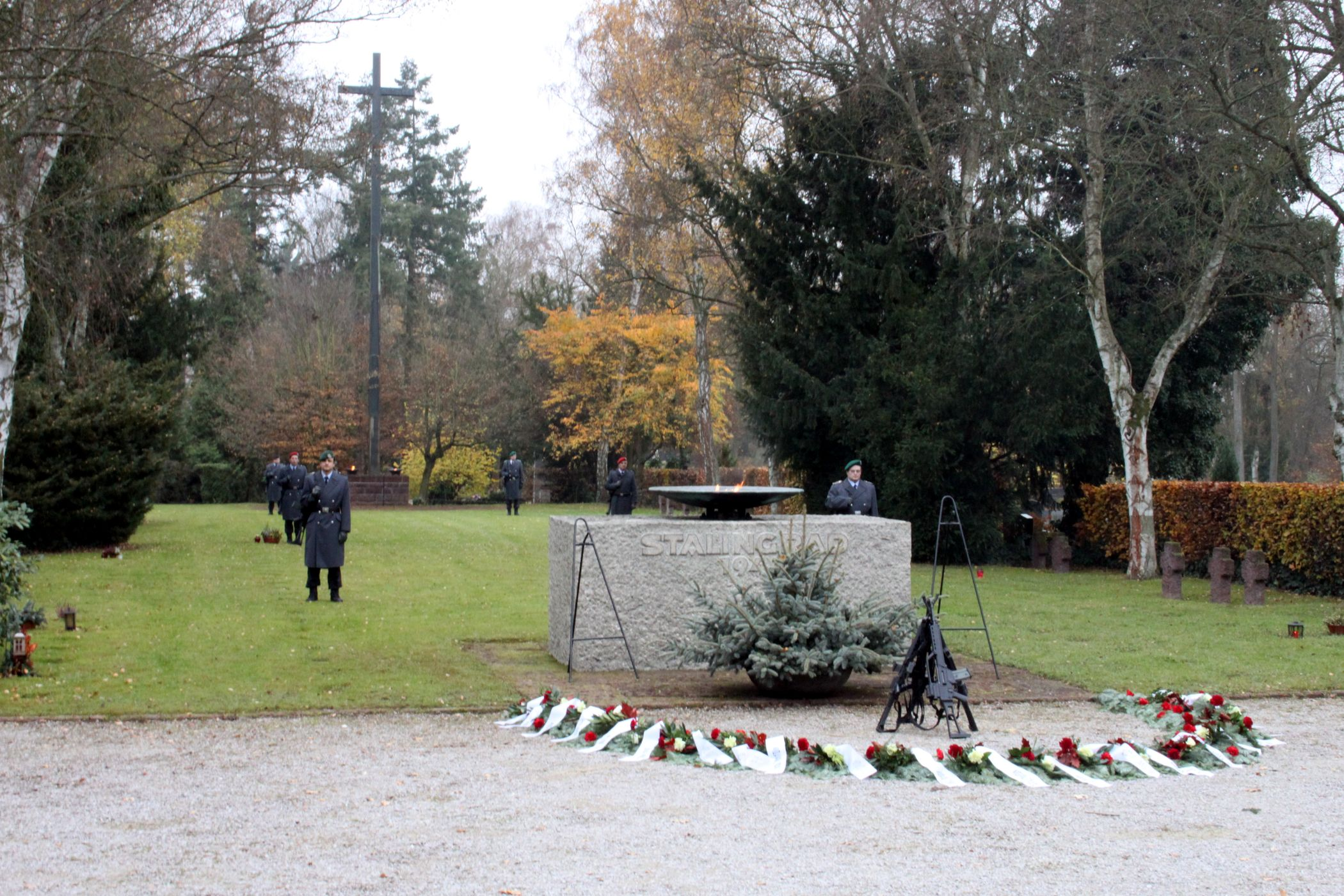
Zentrale Deutsche Gedenkstätte in Limburg

An einer zentralen Gedenkstätte in Limburg wird der Toten an einer Feuerschale gedacht.
Bei der Meinradkapelle in Inzigkofen wird im Park bei der Stalingradmadonna der Toten gedacht.
Bei Ausschreitungen, die sich im Zusammenhang mit dem für den 12. April 1987 geplanten Landesparteitag der NPD in Sigmaringen ereigneten, wurde der Gedenkstein aus seiner Verankerung gerissen.